# Campeonato Chileno de Futebol de 1976
O Campeonato Chileno de Futebol de 1976 (oficialmente Campeonato Nacional de Fútbol Profesional de la Primera División de Chile) foi a 44ª edição do campeonato do futebol do Chile. Os clubes jogam todos contra todos. Os dois últimos colocados são rebaixados diretamente para a Campeonato Chileno de Futebol - Segunda Divisão, enquanto os dois antepenúltimos jogam uma ligilla de rebaixamento com o 3º e 4º lugares da Primera B, onde os dois primeiros ascendem e os outros dois são rebaixados. O campeão e o ganhador da ligilla entre 2º ao 5º lugar se classificam para a Copa Libertadores da América de 1977.

## Participantes
| Equipe                                        | Cidade        | Região                           | No ano anterior                                                     | Estádio                             | Capacidade | Títulos                                     | Participações |
| --------------------------------------------- | ------------- | -------------------------------- | ------------------------------------------------------------------- | ----------------------------------- | ---------- | ------------------------------------------- | ------------- |
| Club Social y Deportivo Colo-Colo             | Ñuñoa         | Região Metropolitana de Santiago | Sexto Lugar                                                         | Estádio Nacional de Chile           | 55.100     | 11 (Último em 1972)                         | 44            |
| Club Universidad de Chile                     | Santiago      | Região Metropolitana de Santiago | Décimo Terceiro Lugar                                               | Estádio Nacional de Chile           | 55.100     | 7 (1940, 1959, 1962,1964, 1965, 1967, 1969) | 39            |
| Unión Española                                | Independencia | Região Metropolitana de Santiago | Campeão                                                             | Estádio Santa Laura                 | 22.375     | 4 (1943, 1951, 1973, 1975)                  | 43            |
| Club de Deportes Santiago Wanderers           | Valparaíso    | Região de Valparaíso             | Décimo Lugar                                                        | Estádio Elías Figueroa Brander      | 23.000     | 2 (1958, 1968)                              | 32            |
| Club Social de Deportes Rangers               | Talca         | Região de Maule                  | Décimo Quinto Lugar                                                 | Estádio Fiscal de Talca             | 8.324      | 0 (não possui)                              | 25            |
| Club de Deportes La Serena                    | La Serena     | Região de Coquimbo               | Décimo Primeiro Lugar                                               | Estádio La Portada                  | 18.500     | 0 (não possui)                              | 17            |
| Green Cross-Temuco                            | Temuco        | Região de Araucanía              | Quarto Lugar                                                        | Estádio Municipal Germán Becker     | 20.930     | 0 (não possui)                              | 12            |
| Club Deportivo Huachipato                     | Talcahuano    | Região de Bío-Bío                | Terceiro Lugar                                                      | Estádio Las Higueras                | -----      | 1 (1974)                                    | 10            |
| Club Social y de Deportes Concepción          | Concepción    | Região de Bío-Bío                | Vice Campeão                                                        | Estádio Municipal de Concepción     | 35.000     | 0 (não possui)                              | 9             |
| Club de Deportes Antofagasta                  | Antofagasta   | Região de Antofagasta            | Nono Lugar                                                          | Estádio Regional de Antofagasta     | 26.339     | 0 (não possui)                              | 8             |
| Club de Deportes Lota Schwager                | Coronel       | Região de Bío-Bío                | Sétimo Lugar                                                        | Estádio Municipal Federico Schwager | 18.500     | 0 (não possui)                              | 7             |
| Club Deportivo y Social Naval                 | Talcahuano    | Região de Bío-Bío                | Décimo Quarto Lugar                                                 | Estádio El Morro                    | 7.152      | 0 (não possui)                              | 5             |
| Club Deportivo Palestino                      | La Cisterna   | Região Metropolitana de Santiago | Quinto Lugar                                                        | Estádio Santa Laura                 | 22.375     | 1 (1955)                                    | 22            |
| Club de Deportes Aviación                     | El Bosque     | Região Metropolitana de Santiago | Décimo Sétimo Lugar                                                 | Estádio Reinaldo Martín Müller      | 22.375     | 0 (não possui)                              | 3             |
| Corporación Deportiva Everton de Viña del Mar | Viña del Mar  | Região de Valparaíso             | Décimo Segundo Lugar                                                | Estádio Sausalito                   | 25.000     | 2 (1950, 1952)                              | 31            |
| Corporación Club de Deportes Santiago Morning | Independencia | Região Metropolitana de Santiago | Oitavo Lugar                                                        | Estádio Santa Laura                 | 22.375     | 1 (1942)                                    | 33            |
| Club Deportivo Universidad Católica           | Las Condes    | Região Metropolitana de Santiago | Acesso pelo Campeonato Chileno de Futebol de 1975 - Segunda Divisão | Estádio Independência               | 13.500     | 4 (1949, 1954, 1961, 1966)                  | 35            |
| Club de Deportes Ovalle                       | Ovalle        | Região de Coquimbo               | Acesso pelo Campeonato Chileno de Futebol de 1975 - Segunda Divisão | Estádio Municipal de Ovalle         | 8.000      | 0 (não possui)                              | 1             |

## Campeão
| Campeão Chileno 1976                                                             |
| -------------------------------------------------------------------------------- |
| Corporación Deportiva Everton de Viña del Mar (Viña del Mar) (3º título) Campeão |